# Salsola ugabica
Salsola ugabica är en amarantväxtart som beskrevs av Viktor Petrovitj Botjantsev. Salsola ugabica ingår i släktet sodaörter, och familjen amarantväxter. Inga underarter finns listade i Catalogue of Life.